# Reprezentacja Chorwacji U-18 w piłce nożnej mężczyzn
Reprezentacja Chorwacji U-18 w piłce nożnej jest jednym z dziesięciu młodzieżowych piłkarskich zespołów narodowych w kraju, powoływanym przez selekcjonera, w którym występować mogą wyłącznie zawodnicy posiadający obywatelstwo chorwaci i którzy w momencie przeprowadzania imprezy docelowej (finałów Mistrzostw Europy) rocznikowo nie przekroczyli 18 roku życia. Za jej funkcjonowanie odpowiedzialny jest Hrvatski Nogometni Savez (HNS).

## Występy w ME U-18
- 1994: Nie zakwalifikowała się
- 1995: Nie zakwalifikowała się
- 1996: Nie zakwalifikowała się
- 1997: Nie zakwalifikowała się
- 1998: Trzecie miejsce
- 1999: Nie zakwalifikowała się
- 2000: Faza grupowa
- 2001: Nie zakwalifikowała się